# Neardonaea metallica
Neardonaea metallica är en fjärilsart som beskrevs av M.Gaede 1925. Neardonaea metallica ingår i släktet Neardonaea och familjen björnspinnare. Inga underarter finns listade i Catalogue of Life.